# Grammy Award for Best Male Rock Vocal Performance
Der Grammy Award for Best Male Rock Vocal Performance, auf Deutsch „Grammy-Award für die beste männliche Gesangsdarbietung – Rock“, ist ein Musikpreis, der seit 1980 bei den jährlich stattfindenden Grammy Awards verliehen wird. Seit 2005 wurde die Kategorie mit dem Grammy Award for Best Female Rock Vocal Performance zusammengelegt zum „Grammy Award for Best Rock Vocal Performance, Solo“, der seit 2005 Grammy Award for Best Solo Rock Vocal Performance heißt.

## Hintergrund und Geschichte
Die seit 1958 verliehenen Grammy Awards (eigentlich Grammophone Awards) werden jährlich in zahlreichen Kategorien von der National Academy of Recording Arts and Sciences (NARAS) in den Vereinigten Staaten von Amerika vergeben, um künstlerische Leistung, technische Kompetenz und hervorragende Gesamtleistung ohne Rücksicht auf die Album-Verkäufe oder Chart-Position zu ehren.
Der ursprünglich als „Grammy Award for Best Rock Vocal Performance, Male“ bezeichnete Preis wurde erstmals 1980 an den Sänger Bob Dylan vergeben, 1995 wurde er in „Best Male Rock Vocal Performance“ umbenannt. In den Jahren 1988, 1992 und 1994 sowie seit 2005 durchgehend wurde die Kategorie mit dem Grammy Award for Best Female Rock Vocal Performance zusammengelegt zum „Grammy Award for Best Rock Vocal Performance, Solo“, der seit 2005 Grammy Award for Best Solo Rock Vocal Performance heißt und unabhängig vom Geschlecht der Musiker vergeben wurde und wird. Die Zusammenlegung wurde mehrfach kritisiert, vor allem da häufig gar keine Frauen für den Preis nominiert wurden. Die NARAS begründete die Zusammenlegung mit dem Fehlen auszeichnungswürdiger Aufnahmen in der Kategorie „Best Female Rock Vocal Performance“ an. Obwohl der Award seit 2005 nicht mehr in dieser Kategorie vergeben wurde, wurde ihre Auflösung bislang nicht offiziell bekannt gegeben.

## Statistik
Den Rekord für die meisten Verleihungen in dieser Kategorie hält Lenny Kravitz mit vier aufeinanderfolgende Auszeichnungen in den Jahren 1999 und 2002. Bruce Springsteen bekam den Preis dreimal zugesprochen und jeweils zweimal ging er an Eric Clapton, Bob Dylan, Don Henley und Robert Palmer. Seit seiner Einführung ging der Preis vor allem an amerikanische Künstler, daneben wurden Künstler aus Großbritannien viermal sowie aus Südafrika und Australien jeweils einmal ausgezeichnet.

## Gewinner und nominierte Künstler
| Jahr | Künstler / Band   | Nationalität                 | Werk                          | Weitere nominierte Künstler | Bilder der Künstler     |  |
| ---- | ----------------- | ---------------------------- | ----------------------------- | --- | ----------------------- |  |
| 1980 | Bob Dylan         | Vereinigte Staaten           | „Gotta Serve Somebody“        | - Joe Jackson – „Is She Really Going Out with Him?“ - Robert Palmer – „Bad Case of Loving You (Doctor, Doctor)“ - Rod Stewart – „Blondes Have More Fun“ - Frank Zappa – „Dancin' Fool“                 | Bob Dylan               |  |
| 1981 | Billy Joel        | Vereinigte Staaten           | Glass Houses                  | - Jackson Browne – „Boulevard“ - Kenny Loggins – „I'm Alright“ - Paul McCartney – „Coming Up“ - Bruce Springsteen – „Devil with the Blue Dress“ / „Good Golly Miss Molly“ / „Jenny Take a Ride“        | Billy Joel, 2007        |  |
| 1982 | Rick Springfield  | Australien                   | „Jessie's Girl“               | - Gary U.S. Bonds – „Dedication“ - Rick James – „Super Freak“ - Bruce Springsteen – „The River“ - Rod Stewart – „Young Turks“                                                                          | Rick Springfield, 2004  |  |
| 1983 | John Mellencamp   | Vereinigte Staaten           | „Hurts So Good“               | - Peter Gabriel – „Shock the Monkey“ - Don Henley – „Dirty Laundry“ - Rick Springfield – „I Get Excited“ - Rod Stewart – „Tonight I'm Yours“                                                           | John Mellenkamp, 2007   |  |
| 1984 | Michael Jackson   | Vereinigte Staaten           | „Beat It“                     | - David Bowie – „Cat People (Putting Out Fire)“ - Phil Collins – „I Don’t Care Anymore“ - Bob Seger – The Distance - Rick Springfield – „Affair of the Heart“                                          | Michael Jackson         |  |
| 1985 | Bruce Springsteen | Vereinigte Staaten           | „Dancing in the Dark“         | - David Bowie – „Blue Jean“ - Billy Idol – „Rebel Yell“ - Elton John – „Restless“ - John Cougar Mellencamp – „Pink Houses“                                                                             | Bruce Springsteen       |  |
| 1986 | Don Henley        | Vereinigte Staaten           | „The Boys of Summer“          | - Bryan Adams – Reckless - John Fogerty – Centerfield - Mick Jagger – „Just Another Night“ - John Cougar Mellencamp – Scarecrow                                                                        | Don Henley, 2008        |  |
| 1987 | Robert Palmer     | Vereinigtes Königreich       | „Addicted to Love“            | - John Fogerty – Eye of the Zombie - Peter Gabriel – „Sledgehammer“ - Billy Idol – „To Be a Lover“ - Eddie Money – „Take Me Home Tonight“                                                              |                         |  |
| 1988 | —                 | —                            | —                             | — |                         |  |
| 1989 | Robert Palmer     | Vereinigtes Königreich       | „Simply Irresistible“         | - Eric Clapton – „After Midnight“ - Joe Cocker – Unchain My Heart - Robbie Robertson – Robbie Robertson - Rod Stewart – „Forever Young“                                                                |                         |  |
| 1990 | Don Henley        | Vereinigte Staaten           | The End of the Innocence      | - Joe Cocker – „When the Night Comes“ - Tom Petty – „Free Fallin’“ - Lou Reed – New York - Neil Young – Freedom                                                                                        |                         |  |
| 1991 | Eric Clapton      | Vereinigtes Königreich       | „Bad Love“                    | - Jon Bon Jovi – „Blaze of Glory“ - Joe Cocker – „You Can Leave Your Hat On“ - Billy Idol – „Cradle of Love“ - Neil Young – „Rockin' in the Free World“                                                | Eric Clapton, 1977      |  |
| 1992 | —                 | —                            | —                             | — |                         |  |
| 1993 | Eric Clapton      | Vereinigtes Königreich       | Unplugged                     | - Bryan Adams – „There Will Never Be Another Tonight“ - Tom Cochrane – „Life Is a Highway“ - Peter Gabriel – „Digging in the Dirt“ - Bob Seger – „The Fire Inside“ - Bruce Springsteen – „Human Touch“ | Eric Clapton, 2008      |  |
| 1994 | —                 | —                            | —                             | — |                         |  |
| 1995 | Bruce Springsteen | Vereinigte Staaten           | „Streets of Philadelphia“     | - Beck – „Loser“ - Peter Gabriel – „Red Rain“ - Van Morrison – „In the Garden“ / „You Send Me“ - Neil Young – „Philadelphia“                                                                           | Bruce Springsteen, 2009 |  |
| 1996 | Tom Petty         | Vereinigte Staaten           | „You Don't Know How It Feels“ | - Bob Dylan – „Knockin' on Heaven's Door“ - Chris Isaak – „Somebody's Crying“ - Lenny Kravitz – „Rock and Roll Is Dead“ - Neil Young – „Peace and Love“                                                | Tom Petty, 2006         |  |
| 1997 | Beck              | Vereinigte Staaten           | „Where It's At“               | - Bryan Adams – „The Only Thing That Looks Good on Me Is You“ - Eric Clapton – „Ain't Gone 'N Give Up On Your Love“ - John Hiatt – „Cry Love“ - Bruce Springsteen – „Dead Man Walkin'“                 | Beck, 2005              |  |
| 1998 | Bob Dylan         | Vereinigte Staaten           | „Cold Irons Bound“            | - David Bowie – „Dead Man Walking“ - John Fogerty – „Blueboy“ - John Mellencamp – „Just Another Day“ - Bruce Springsteen – „Thunder Road“                                                              | Bob Dylan, 1996         |  |
| 1999 | Lenny Kravitz     | Vereinigte Staaten           | „Fly Away“                    | - Jeff Buckley – „Everybody Here Wants You“ - John Fogerty – „Almost Saturday Night“ - John Hiatt – „Have a Little Faith in Me“ - John Mellencamp – „Your Life Is Now“                                 | Lenny Kravitz           |  |
| 2000 | Lenny Kravitz     | Vereinigte Staaten           | „American Woman“              | - Chris Cornell – „Can't Change Me“ - Everlast – „What It's Like“ - Bruce Springsteen – „The Promise“ - Tom Waits – „Hold On“                                                                          | Lenny Kravitz, 2008     |  |
| 2001 | Lenny Kravitz     | Vereinigte Staaten           | „Again“                       | - David Bowie – „Thursday's Child“ - Bob Dylan – „Things Have Changed“ - Don Henley – „Workin' It“ - Nine Inch Nails – „Into the Void“                                                                 | Lenny Kravitz, 2008     |  |
| 2002 | Lenny Kravitz     | Vereinigte Staaten           | „Dig In“                      | - Ryan Adams – „New York, New York“ - Eric Clapton – „Superman Inside“ - Bob Dylan – „Honest with Me“ - John Mellencamp – „Peaceful World“                                                             | Lenny Kravitz, 2010     |  |
| 2003 | Bruce Springsteen | Vereinigte Staaten           | „The Rising“                  | - David Bowie – „Slow Burn“ - Elvis Costello – „45“ - Peter Gabriel – „The Barry Williams Show“ - Robert Plant – „Darkness, Darkness“                                                                  | Bruce Springsteen, 2008 |  |
| 2004 | Dave Matthews     | Südafrika Vereinigte Staaten | „Gravedigger“                 | - David Bowie – „New Killer Star“ - Bob Dylan – „Down in the Flood“ - Lenny Kravitz – „If I Could Fall in Love“ - Tom Waits – „Return of Jackie and Judy“                                              | Dave Matthews           |  |

## Belege
1. ↑  "honor artistic achievement, technical proficiency and overall excellence in the recording industry, without regard to album sales or chart position"Overview. National Academy of Recording Arts and Sciences, archiviert vom Original am 19. August 2012; abgerufen am 11. September 2014.  Info: Der Archivlink wurde automatisch eingesetzt und noch nicht geprüft. Bitte prüfe Original- und Archivlink gemäß Anleitung und entferne dann diesen Hinweis.
2. ↑  Grammy Awards at a Glance. In: Los Angeles Times. Tribune Company, abgerufen am 19. Juli 2010.
3. ↑  Sarah Rodman: All my rocking ladies, don't bother putting your hands up. In: The Boston Globe. The New York Times Company, 8. Februar 2009, abgerufen am 26. April 2010.
4. ↑  Dennis Hunt: U2, Jackson Top Grammy Nominees: Simon, Winwood Seek Reprise of '87 Wins. In: Los Angeles Times. Tribune Company, 15. Januar 1988, S. 3, abgerufen am 26. April 2010.